# 石田純一の街の達人
石田純一の街の達人（いしだじゅんいちのまちのたつじん）は、BS日テレで2009年10月6日から2013年3月26日まで放送されていた「デートプラン構築用タウン情報番組」である。

## 番組概要
- ソネット・メディア・ネットワークスの地域情報動画サイト街ログとの連動企画。
- 放送日時は隔週火曜日23:00-23:30。
- 「街ログ」に掲載されている動画を出演者が紹介し、エピソードトークをするという基本構成。
- 石田純一の「デートプラン」や「恋愛語録」などプライベートが披露されている。
- 2010年4月から番組名はそのままに、テーマに沿った場所をロケ収録する番組内容に変更。
- 「街ログ」は、番組取材情報の詳細を動画でフォローするという形になる。
- 2010年8月、石田純一と東尾理子の披露宴に合わせ、サンフランシスコプライベート挙式特番を放送。
- 2010年10月、番組開始1周年をきっかけにアシスタントを変更。
- 2011年4月、アシスタントの相沢まきが復帰。 同時にテレビ初登場の現役弁護士、鍛冶美奈登をキャスト。
- 2012年10月、一旦降板したアシスタントの相沢まきが再度復帰。

## 出演者
- 石田純一（"大人遊びのコンシェルジュ"）

第1期アシスタント 2009年10月〜
- 相沢まき
- 本山華子

第2期アシスタント 2010年10月〜
- 土岐田麗子
- 加藤ゆり
- amie

第3期アシスタント 2011年4月〜
- 相沢まき（2度目）
- 鍛治美奈登（現役弁護士）

第4期アシスタント 2012年10月〜
- 相沢まき（3度目）

## 放送されたテーマ
| 回     | 放送日     | テーマ                                                         | 紹介先 | 収録場所                           |
| ------ | ---------- | -------------------------------------------------------------- | --- | ---------------------------------- |
| 第1回  | 2009-10-06 | 銀座でバースデーデート                                         | マリアージュフレール、グリル梵 、銀座夏野、銀座スカイラウンジ、銀座Favori | Galadear赤坂                       |
| 第2回  | 2009-10-20 | 下町で小粋レトロなデート                                       | HardRockCafe 上野駅店、根津のたいやき、茶房はん亭 、はん亭根津、焼肉「本とさや」 、根津「釜竹」 | Galadear赤坂                       |
| 第3回  | 2009-11-03 | 京都タイムスリップデート                                       | よーじや銀閣寺店、錦市場、ゆばんざい「こ豆や」、六角ホルモン | 青山 BAR ym                        |
| 第4回  | 2009-11-17 | 青山・表参道を行く癒しデート                                   | 書斎館、BISTY’S、トルコ料理レストラン「ゲリック」、風花東京 | 青山 BAR ym                        |
| 第5回  | 2009-12-01 | 冬カレーでポカポカ気分デート                                   | ジャイヒンド、トマト、奥芝商店、札幌らっきょ本店、Curry Di. SAVoY、銀座スイス | 表参道 VINO BUONO                  |
| 第6回  | 2009-12-15 | 聖なる夜のデートプラン                                         | 鉄板焼みかわ、石丸館、「柿安」銀座店、蔵六鮨さか井店 | 表参道 VINO BUONO                  |
| 第7回  | 2009-12-29 | 赤坂・六本木で外国気分デートプラン                             | 六本木 バール・デルソーレ、オービカ・モッツァレラバー、やさい村「大地」、チョンギワ | 表参道 VINO BUONO                  |
| 第8回  | 2010-01-12 | 冬温泉でしっぽりデート                                         | 温泉宿塚越屋七兵衛、下田蓮台寺温泉「清流荘」、箱根強羅温泉「季の湯雪月花」、花のおもてなし「南楽」 | 新宿 やきとんに焼酎「路地」        |
| 第9回  | 2010-01-26 | アダルトなバレンタイン・デート                                 | パティスリー・ポタジエ、TORAYA CAFÉ 六本木ヒルズ店、西洋菓子おだふじ、タカノフルーツバー | 新宿 やきとんに焼酎「路地」        |
| 第10回 | 2010-02-09 | オトナの沖縄リゾート・デート                                   | しむじょう、ゆがふ山原、土の実、ブルーシールカフェ渋谷 | 新宿 やきとんに焼酎「路地」        |
| 第11回 | 2010-02-23 | ラグジュアリーな大人の花見デート編                             | 信玄館、水炊き しみず、馬肉道場 馬喰ろう、九段会館 | 青山Velours                        |
| 第12回 | 2010-03-09 | 大人の柴又小粋デート編                                         | 帝釈天題経寺、葛飾柴又寅さん記念館 、大和家、松屋の飴総本店 、ビスキュイ | 青山Velours                        |
| 第13回 | 2010-03-23 | 大人のハッピーウェディング編                                   | 中伊豆ワイナリー「シャトー T.S」、サンコー72カントリークラブ、八景島シーパラダイス、出雲大社 | 青山Velours                        |
| 第14回 | 2010-04-06 | 麻布十番で待ち遊び編                                           | himel fresh juice／月島家／豆源／麻布かりんと／浪花家総本店／東京ラスク／ピッコロ・グランデ | 麻布十番商店街                     |
| 第15回 | 2010-04-20 | 夜の青山でお買い物デー編                                       | サマンサタバサ／Ao（EYEVAN／café table）／ナチュラルハウス／ロクシタン／レモンツリー／TOURS | 表参道交差点付近                   |
| 第16回 | 2010-05-04 | 黄昏の六本木お買い物デート編                                   | 六本木ヒルズ（スターバックス／クリストフル／エストネーション／アンテプリマ／TOUCH／CLASSICS the Small Luxury／六本木ヒルズ展望台）                                                                                              | 六本木ヒルズ                       |
| 第17回 | 2010-05-18 | 恵比寿で大人のグルメデート編                                   | 八代目松之助 翁／ブラッカウズ／VOM FASS恵比寿／可尓 恵比寿店 | 恵比寿駅周辺                       |
| 第18回 | 2010-06-01 | 代官山でオシャレ&グルメデート編                                | トムスサンドウィッチ／ヒルサイドパントリー／ZAPADY-DOO／SOBATERIA | 代官山駅周辺                       |
| 第19回 | 2010-06-15 | 広尾でラグジュアリーグルメデート編                             | ゴルフウエアZOY／にほんぼう／白金 酉玉 | 広尾駅周辺                         |
| 第20回 | 2010-06-29 | 銀座でラグジュアリーデート編                                   | 花畑牧場カフェ／エイトミリオン／銀座 きよ田 | 銀座1〜7丁目                       |
| 第21回 | 2010-07-13 | 京橋の人気店巡りデート編                                       | ラ・ベットラ・オチアイ／ペン・ステーション／カストール／フィオレンツァ | 京橋駅周辺                         |
| 第22回 | 2010-07-27 | サンフランシスコで結婚祝いを買う編                             | Fisherman's Wharf／The Crab Station／CRUSTACEAN／Rainbow Grocery／Boudin Bakery／ORCHARD GARDEN HOTEL／The View Rounge | カリフォルニア州サンフランシスコ   |
| 特番回 | 2010-08-08 | BS日テレ開局10周年特別番組 石田純一の街の達人 ウエディングSP編 | Napa Valley Wine Train／Portfolio Winery／Rubicon Estate／Gott's Roadside／Meadowood Napa Valley／The French Laundry／REDD／Robert Mondavi Winery／Dr. Wilkinson's Hot Springs Resort／Clos Pegase Winery／TERRA Restauranttera | カリフォルニア州ナパバレー         |
| 第23回 | 2010-08-10 | サンフランシスコの行列店を食べ尽くす編                         | W Hotel San Francisco／Blue Mermaid Chowder House & Bar／Scoma's Restaurant／Tarantino's Restaurant／Dottie's／Mama's on Washington Square／ANA MANDARA                                                                         | カリフォルニア州サンフランシスコ   |
| 第24回 | 2010-08-24 | L.A.郊外のセレブタウンを満喫編                                 | The Balboa Bay Club & Resort／Dad's Donut & Bakery Shop／Sugar 'N Spice／Candle Essence／Balboa CANDY／RUBY'S DINER／Sherman Library & Gardens（Cafe Jardin）／Fashion Island（Fluxus／Pinkberry／Muttropolis）／21 Oceanfront  | カリフォルニア州オレンジカウンティ |
| 第25回 | 2010-09-07 | 丸ノ内仲通りでブランド巡り編                                   | バカラ&バカラ・バー丸の内／JOHN LOBB／ザ・パントリー丸の内／インデアンカレー丸の内店 | 丸の内仲通り周辺                   |
| 第26回 | 2010-09-21 | 石田のお気に入り5＋㊙披露宴編                                  | 八代目松之助 翁／VOM FASS恵比寿／ピッコロ・グランデ／白金 酉玉／銀座 きよ田 | 都内各所                           |
| 第27回 | 2010-10-05 | ウラ中目黒で先取りデート編                                     | be my self／TMT／水炊き しみず | 目黒区中目黒周辺                   |
| 第28回 | 2010-10-19 | 中目黒のディープグルメを堪能編                                 | 鳥よし 中目黒店／(萬)ハレノヒ／聖林館 | 目黒区中目黒周辺                   |
| 第29回 | 2010-11-02 | 赤坂で極上グルメを堪能編                                       | 赤坂青野 赤坂見附店／神戸牛懐石511 | 港区赤坂周辺                       |
| 第30回 | 2010-11-16 | 赤坂で粋な和を散策ト編                                         | 日枝神社／小松屋 赤坂店／室町砂場 赤坂店 | 港区赤坂周辺                       |
| 第31回 | 2010-11-30 | 溜池で異空間を楽しむ編                                         | JGMゴルフクラブ赤坂スタジオ／Aloha Table Hawaiian Bar／ANAインターコンチネンタルホテル東京 MIXX BAR & LOUNGE | 港区溜池周辺                       |
| 第32回 | 2010-12-07 | 神楽坂の横丁で大人デートを満喫編                               | 不二家 飯田橋神楽坂店/ちーずけーきかふぇ神楽坂 和遊/神楽坂まかないこすめ/エノテカ・ピッツェリア 神楽坂スタジオーネ | 新宿区神楽坂周辺                   |
| 第33回 | 2010-12-28 | 神楽坂で風情を楽しむ散策編                                     | 薫香 椿屋／神楽坂 五十番本店／旅館 和可菜／神楽坂 ARBOL | 新宿区神楽坂周辺                   |
| 第34回 | 2011-01-11 | 密かなグルメタウン四谷を散策ト編                               | たいやき わかば／オテル・ドゥ・ミクニ | 新宿区四谷周辺                     |
| 第35回 | 2011-01-25 | 冬の箱根でロマンスデート編                                     | ホテル大箱根(大箱根カントリークラブ)／箱根ガラスの森美術館／箱根 吟遊 | 神奈川県箱根周辺                   |
| 第36回 | 2011-02-08 | 箱根「癒し系」ゆったりデート編                                 | 箱根神社（九頭龍神社）／渡邊ベーカリー／ザ・プリンス箱根／箱根湖畔荘 桜本陣 | 神奈川県箱根周辺                   |
| 第37回 | 2011-02-22 | お台場ロマン満載デートプラン編                                 | 日本科学未来館／ホテル グランパシフィック LE DAIBA（スター・ラウンジ） | お台場周辺                         |
| 第38回 | 2011-03-08 | お台場でセレブな未来を体験編                                   | IDC大塚家具 有明本社／リストランテ OZIO | 有明周辺                           |
| 第39回 | 2011-05-03 | お台場で童心にかえって遊ぶ編                                   | 東京デックス（台場一丁目商店街・たこ焼きミュージアム）／メディアージュお台場（ソニー・エクスプローラサイエンス）／アクアシティお台場（クア・アイナお台場店）                                                                    | お台場周辺                         |
| 第40回 | 2011-04-05 | 東京の奥座敷ゲゲゲの深大寺を散策編                             | 深大寺／深大寺まいり あめや／鬼太郎茶屋／深大寺そば 松葉茶屋 | 調布市深大寺周辺                   |
| 第41回 | 2011-04-19 | 深大寺周辺で「古き良き日本」を楽しむ編                         | 深大寺そば 湧水／森のギャラリーFACTORY&CAFE／深大寺 白金亭 | 調布市深大寺周辺                   |
| 第42回 | 2011-05-17 | 自由が丘で大人のカフェを散策編                                 | セントクリストファーガーデン／茶房 古桑庵／モン・サン・クレール | 世田谷区自由が丘周辺               |
| 第43回 | 2011-06-07 | 自由が丘のセレブタウン奥沢の絶品グルメ編                       | イル・ピアット／アルチザン・ブーランジェ・クピド／入船寿司 | 世田谷区奥沢周辺                   |

## スタッフ
- 構成：森泉たつひで
- ナレーター：大場真人

- CAM：中村智幸、浮田寛光
- VE：川上泰宏、沖本亮一
- 音声：今野吉徳、荒川佳紀
- メイク：関さゆり
- スタイリスト：梶原浩敬
- VTR編集：太田正人
- MA：長田浩幸
- 音効：金子寛史

- AD：柄澤いづみ、青柳良樹
- 取材D：北下拓宏
- 演出：堀川英男
- プロデューサー：菊池武、笠原直人、小野寺春佳
- 企画：前田拓克、宮口文秀

- 技術協力：テレテック、IMAGICA
- 制作協力：エーステレビ
- 製作著作：BS日テレ、ソネット・メディア・ネットワークス